# Fehérfarkú hófajd

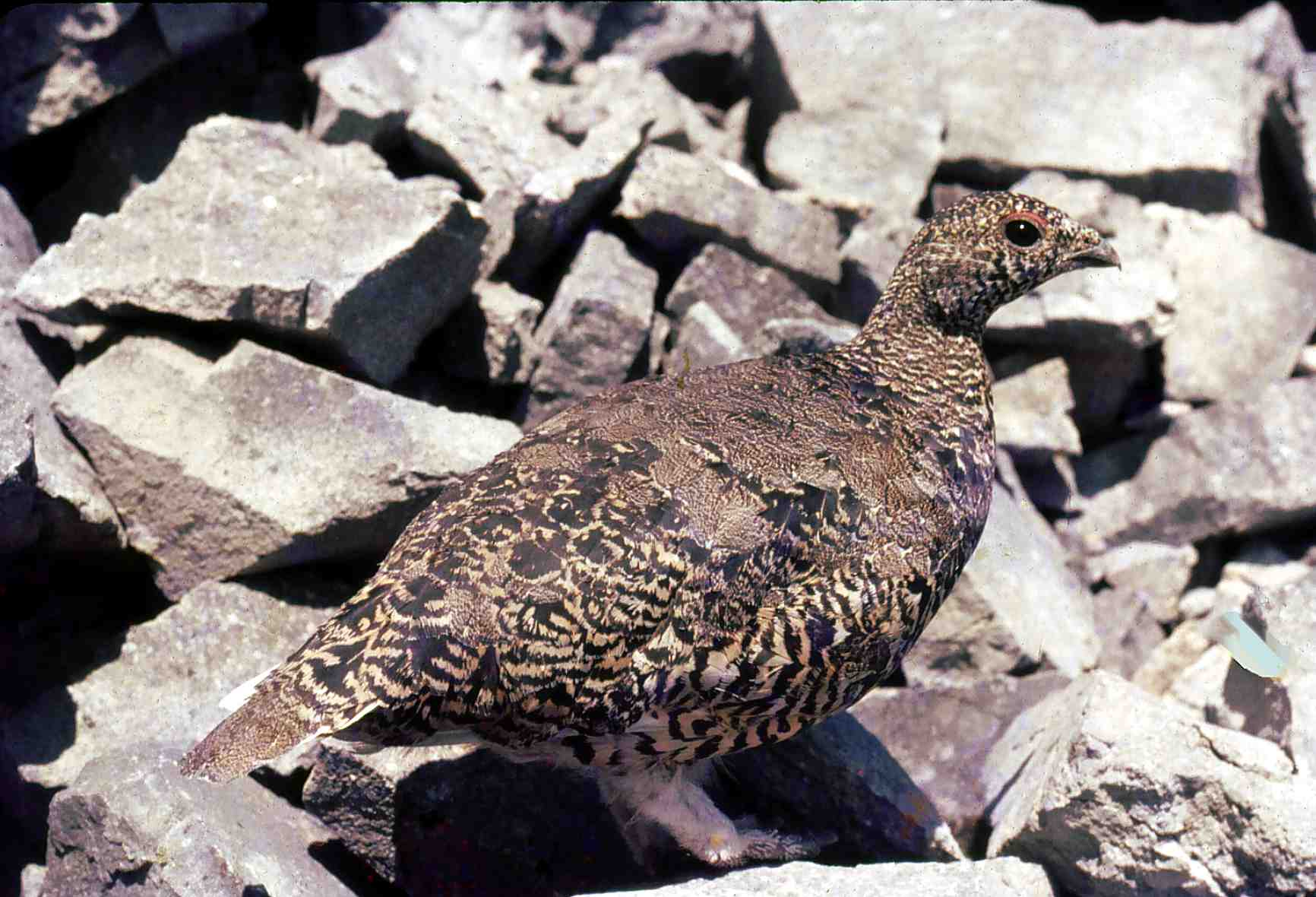

A fehérfarkú hófajd (Lagopus leucura vagy Lagopus leucurus) a madarak (Aves) osztályának a tyúkalakúak (Galliformes) rendjébe és a fácánfélék (Phasianidae) családjába tartozó faj.

## Előfordulása
Az Amerikai Egyesült Államok és Kanada területén honos.

## Alfajai
- Lagopus leucura altipetens Osgood, 1901
- Lagopus leucura leucura (Richardson, 1831)
- Lagopus leucura peninsularis Chapman, 1902
- Lagopus leucura rainierensis Taylor, 1920
- Lagopus leucura saxatilis Cowan, 1939